# Deposito da naufragio

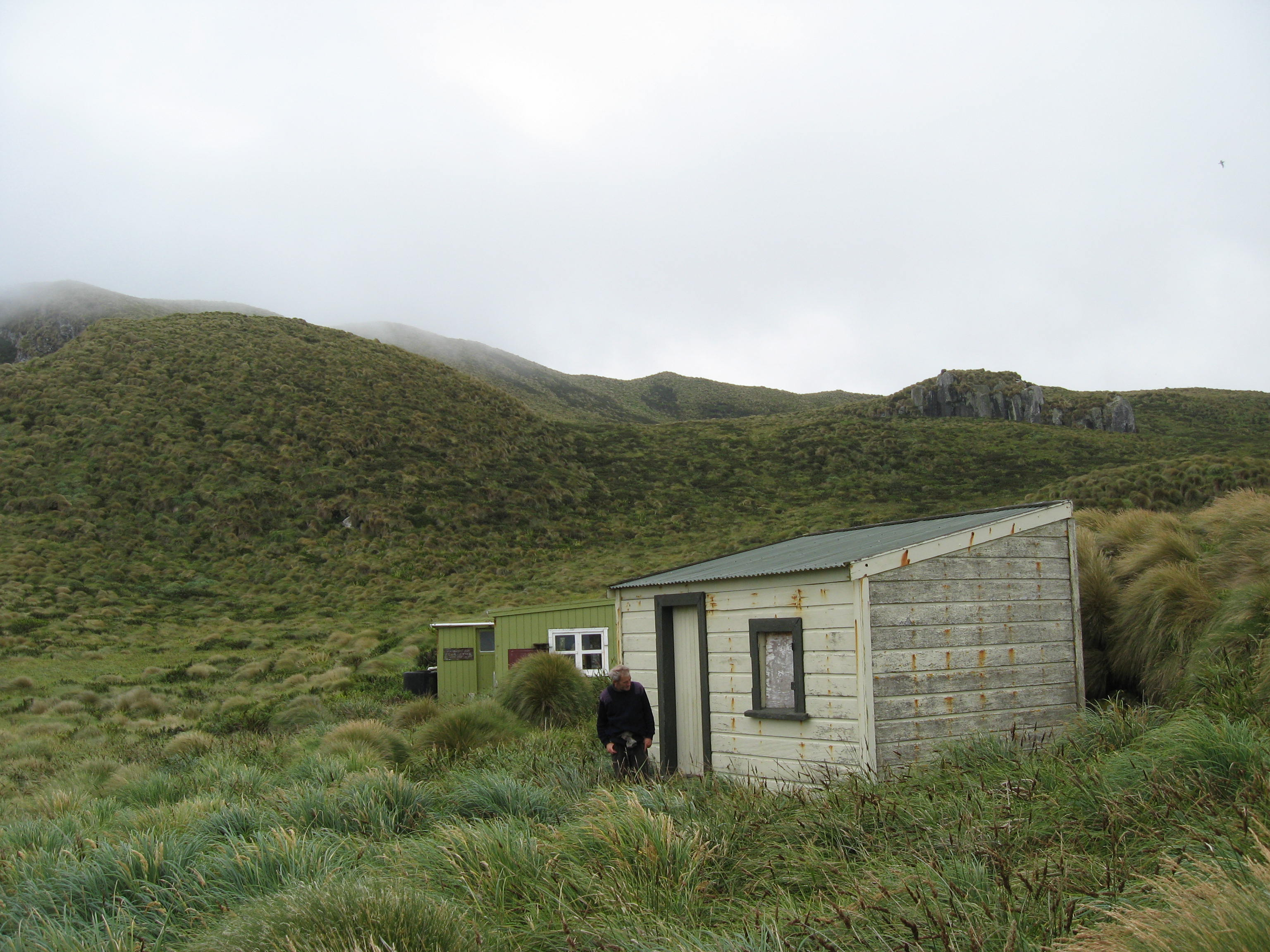
Deposito da naufragio sulle Isole Antipodi

Un deposito da naufragio (castaway depot) è un deposito od una capanna collocata su un'isola deserta, solitamente situata in aree particolarmente remote rispetto ad altri centri abitati o insulari, ma vicina a rotte commerciali. Molti di questi depositi furono fatti costruire e mantenuti per fornire risorse di emergenza e viveri ad eventuali naufraghi, che, nel periodo precedente alla diffusione delle radio e di altri mezzi di telecomunicazione, avrebbero potuto ritrovarsi a dover attendere anche per settimane o per mesi in un ambiente ostile prima di poter ricevere soccorso.
Una serie di depositi da naufragio fu costituita dal governo della Nuova Zelanda sulle sue Isole sub-antartiche tra la fine del diciannovesimo secolo (i primi furono costruiti nel 1868) e l'inizio del ventesimo: la pericolosità delle acque e l'approssimativa posizione delle isole sulle carte nautiche, unite alla scarsa visibilità (il governo inglese non fece costruire fari fino agli anni quaranta) suggerì il provvedimento dopo che diversi naufragi ebbero luogo nella zona, in special modo alle Isole Falkland: in uno di questi – il naufragio del Grafton – i pochi superstiti dovettero attendere nove mesi prima di poter essere tratti in salvo.
I depositi contenevano razioni d'emergenza (carne essiccata e gallette), vestiti pesanti, coperte, attrezzi, medicine, legna da ardere, equipaggiamento da pesca, armi per cacciare. Oltre all'istituzione dei depositi, vennero portati e diffusi conigli e bovini in diverse isole disabitate, per creare riserve di animali da cacciare a favore degli eventuali naufraghi.
In almeno cinque naufragi (tra il 1887 ed il 1908) i depositi facilitarono la sopravvivenza degli equipaggi; in un sesto caso (sull'Isola Antipodi, nel 1893), i naufraghi non trovarono il deposito che era presente sull'isola.
La rete dei depositi venne mantenuta attiva con continuità tra il 1877 ed il 1929 e verificata ad intervalli regolari (in media una volta ogni 6 mesi) dai pattugliatori d'altura della marina neozelandese, fino a quando lo sviluppo delle telecomunicazioni e la modifica delle rotte commerciali subantartiche li resero superflui.